# 다미안 마페이
데이미언 머페이(Damian Maffei, 1977년 6월 27일 ~ )는 미국의 배우이다.

## 출연 작품

### 영화
- 노크: 초대받지 않은 손님 (2018) - 마스크맨 역
- 데드캠프:리부트 (2021)